# Eleonora Kastiljska
Eleonora Kastiljska (ili Kastilska; 1241. — 28. studenog 1290.) bila je kraljica Engleske kao prva supruga kralja Eduarda I. Dugonogog, kojem je bila i rođakinja. Bila je majka kralja Eduarda II. te baka Eduarda III.

## Biografija
Eleonora je bila kći Ferdinanda III. Kastiljskog i Ivane od Ponthieua. Bila je nazvana po Eleonori Engleskoj. Bila je mlađa polusestra Alfonsa X. Mudrog.
1254. Eleonora se udala za Edvarda, koji još nije postao kralj. Vjenčali su se u Burgosu. Zajedno su okrunjeni 19. kolovoza 1274.
Premda im je brak bio dogovoren, bio je sretan. Oboje su imali smisao za humor te su se znali zabavljati na svoj poseban način.
Kraljica uopće nije bila voljena od naroda. Smatrali su ju pohlepnom ženom, a svjedočanstvo o takvom razmišljanju sačuvano je zahvaljujući Walteru od Guisborougha. Nadbiskup John Peckham upozorio ju je na skandale i tračeve.
1290. do Edvarda je došla vijest o smrti Margarete Norveške. Edvard i Eleonora su krenuli u Lincoln. Njezino se stanje pogoršavalo te su je smjestili u kuću Rikarda de Westona. Edvard je uz nju bio sve do kraja. Premda je žalio za njom, ipak se ponovno oženio.

## Pokop
Edvard je Eleonorino tijelo pokopao u Westminsterskoj opatiji te je podigao memorijalne križeve.

## Reputacija
Premda je za života Eleonora smatrana negativnom, ona od 16. st. ima pozitivnu reputaciju. Povjesničar William Camden je napisao da je ona svom mužu spasila život.
Dok je Eleonorin sin Henrik umirao, ni Edvard ni Eleonora nisu ga posjetili. Zato se smatra da je Eleonora zanemarivala svoju djecu, što i nije bilo čudno u ono doba.